# Mireval-Lauragais
Mireval-Lauragais  es un pequeño pueblo y comuna francesa, situada en el departamento del Aude y la región de Languedoc-Roussillon.
A sus habitantes se les denomina con el gentilicio de Mirevaliens.